# 山下洋輔

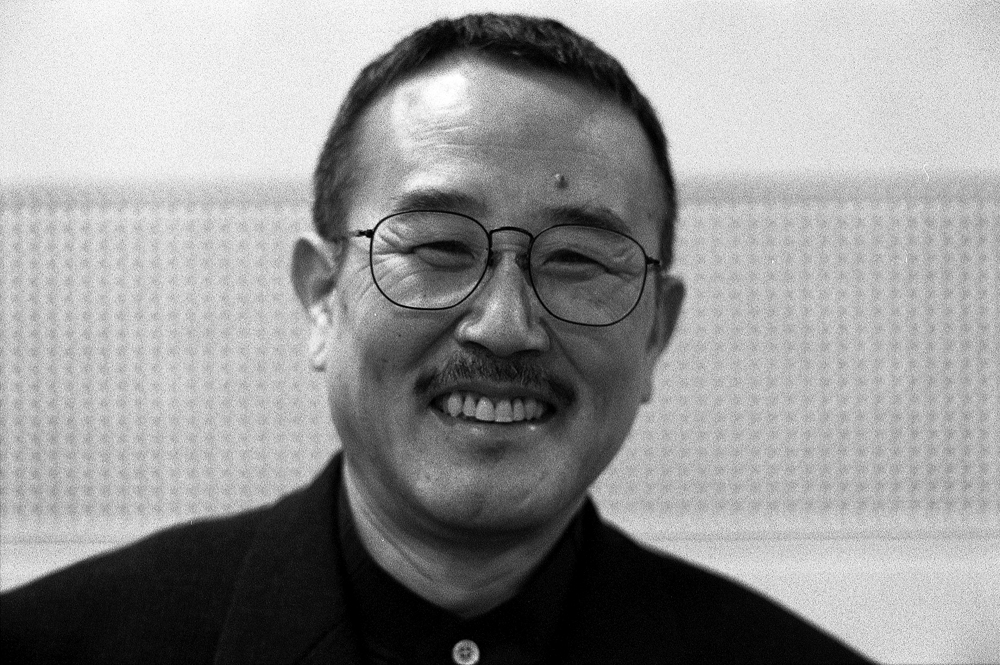
2001年撮影

山下 洋輔（やました ようすけ、1942年2月26日 - ）は、日本のジャズピアニスト、作曲家、エッセイスト、作家。長くフリージャズピアニストとしてひじで鍵盤を鳴らすなど、フリージャズならではの奏法で演奏していたが、近年はオーソドックスな奏法になりつつある。

## 人物
他分野への進出、コラボレーションにも積極的であり、『ジャズ大名』『ファザーファッカー』『カンゾー先生』などの映画音楽を手がけている。またクラシックピアニスト、オーケストラ、和楽器楽隊とのフリーな競演や山下洋輔パンジャスイングオーケストラを組織するなどもしている。
独自の視点を生かした軽妙なエッセイや小説も執筆している。
筒井康隆とは互いの作品のファンであり、長年の交友関係をもつ。筒井関係のイベントでは必ずといっていいほどメインのメンバーで参加しており、筒井の短編小説集『ジャズ小説』文春文庫版解説も執筆した。また筒井経由で河野典生、かんべむさし、堀晃らのSF作家とも交友した。
タモリを発掘し、『ピアノ弾き乱入元年』等いくつかの著書で出会いの経緯や友誼が語られている。
落語好きでも知られ、「じゅげむじゅげむ五劫のすり切れ……」のリズムを使ったジャズ曲『寿限無』を作曲。また、春風亭小朝や柳家小三治らと、演奏と落語のかけ合いをしたこともある。
曾祖父が、西郷隆盛と交友があった縁で、NHK大河ドラマ『西郷どん』第1話に、負傷した少年時代の西郷を治療した医師役で出演した。
囲碁を趣味として日本棋院囲碁大使を務める。中学時代に囲碁を覚え、1986年のニューヨークのカーネギー・ホールでの演奏旅行の際から、再度、囲碁に熱中した。

## 経歴
東京府東京市生まれ。国立音楽大学音楽学部作曲科卒業。

### 生い立ち
1942年（昭和17年）、東京・渋谷の金王町に生まれた。父・啓輔は三井鉱山勤務、母・菊代は司法大臣を務めた小山松吉の娘。母親は音楽好きであり、自宅には洋輔が生まれたときからピアノがあった。洋輔の名前も母菊代の発案で、「洋」は「太平洋」から、「輔」は父の名の一字からとられたものである。
世田谷の代田橋に転居し、1945年（昭和20年）3月にはアメリカ軍による東京大空襲を経験した。疎開先の長野県下伊那郡山吹村で終戦を迎え、代田橋に戻って東大原小学校に入学した。その後、都下三鷹市に移り、三鷹第四小学校に通学した。
小学校3年生時、父親が福岡県の三井鉱山田川鉱業所に技師長として転勤になり、一家は同県田川市に引越し、山下は田川市立後藤寺小学校に転入した。この頃ピアノを覚えるとともに、伊藤光にヴァイオリンを習う。中学1年生の途中で東京に戻り、杉並区立高円寺中学校に通った。NHK交響楽団の高辻威長にヴァイオリンを習っていたが、中学生時代には太陽族だった兄・啓義の影響でジャズに傾倒した。中学2年生のとき麻布中学校に編入する。兄も卒業生だったためか書類審査だけで簡単に入学が認められたが、学業成績は振るわず、在学中の成績は「後ろから三番目の口だった」「幾何の点数は零点だった」「平均点が75点以上なかったので学級委員選挙の被選挙権がなかった」「化学の授業では黒板に書かれる文字が何一つ理解できなかった」などと語っている。中学校3年生で兄のジャズバンドに参加、麻布高校1年生のときには同級生を誘ってジャズバンドを結成した。同級生に「勉強でかなわないから、自分はジャズをやる、という感じでした」と回想している。1959年、麻布高校在学中にプロとしての演奏活動を開始。この頃、富樫雅彦、渡辺貞夫、菊地雅章らと親交をもつ。国立音楽大学音楽学部作曲科では中村太郎らに師事、クラシックの作曲理論を身に付けたことが後の多彩な活動に繋がる。

### ジャズ奏者
1965年
富樫や武田和命らと活動。日本で初めてフリー・ジャズを演奏したグループと言われる。
1966年
山下洋輔トリオ結成。この当時のメンバーは山下 (p)、紙上理 (b)、本庄重紀 (ds)。後に中村誠一 (ts)、森山威男 (ds)、坂田明 (as)、国仲勝男 (b) ら。
この間トリオは国内のライブのみならず、ヨーロッパ各地への演奏ツアーを行う。主にドイツ語圏（と旧東欧圏）で高い評価を受ける。
またツアー旅行記、エッセイをユーモアあふれるバンドマンの言動とともに『ライトミュージック』、『小説現代』、『宝島』各誌に発表し始め、エッセイストとしても高い評価を受ける。
1969年
封鎖されていた早稲田大学4号館バリケード内で演奏。東京12chの番組『ドキュメンタリー青春』（演出：田原総一朗）で放映される。山下の著作『風雲ジャズ帖』所収のエッセイ「真相『今も時だ』」に詳細あり。
- 田原によると、山下が文学的表現として「ピアノを弾きながら死ねればいい」と言ったため、田原はそれを馬鹿正直に受け取り、バリケード封鎖されていた大隈講堂からピアノを持ち出して山下に弾かせることを考えた。中核派から分裂した組織「反戦連合」のメンバーたちが運び出し、そのピアノを山下が演奏した。後の作家高橋三千綱や、あさま山荘事件で殺された山崎順もピアノを運んだという。このイベントは、立松和平のデビュー作「今も時だ」という短編小説も産み出している。

1972年
公演先の福岡でタモリと遭遇。1975年にタモリが芸能界デビューするきっかけとなる。
1973年
粟津潔の作品『ピアノ炎上』にて、主演・演奏を行う。
1983年
山下洋輔トリオを解散。この時のメンバーは小山彰太 (ds)、武田和命 (ts)、林栄一 (as)。
1984年
『シング・シング・シング』や『イン・ザ・ムード』といったスイング・ジャズの曲をフリー・ジャズで演奏するという趣旨のビッグ・バンド、「山下洋輔PANJAスイング・オーケストラ」を村上ポンタ秀一らと結成。以降、断続的に活動。
1988年
セシル・マクビー (b)、フェローン・アクラフ (ds) と共に山下洋輔ニューヨークトリオを結成。
1995年
『室内楽団 八向山』を結成。メンバーは八尋知洋 (per)、向井滋春 (tb)、山下 (p)。
1998年
映画『カンゾー先生』の作曲を担当。同作曲は「第53回毎日映画コンクール・音楽賞」、「第22回日本アカデミー賞・優秀音楽賞」、「芸術選奨文部大臣賞（大衆芸能部門）」を受賞する。
2003年
紫綬褒章受章。
2005年
織部賞受賞。
2008年
金沢21世紀美術館主催の「荒野のグラフィズム：粟津潔展」にて『ピアノ炎上2008』を開催。
祖父・啓次郎設計の奈良少年刑務所創立100周年記念矯正展でコンサート。
2009年
結成40周年を記念して「山下洋輔トリオ復活祭」を開催。
2012年
旭日小綬章受章。
2023年
第65回毎日芸術賞受賞。

## 代表作
活動およびライブ演奏は多岐に渡っている。また公式ホームページ（#外部リンクを参照）に詳細なディスコグラフィが掲載されているので、ここでは代表作のタイトルおよび特記すべき事項のみを列記する。
- 銀巴里セッション（1963年）
公式ホームページで現在確認されている最古の記録を収録したアルバム。
- DANCING古事記/山下洋輔トリオ（1969年）
山下洋輔トリオ名義の第1作。メンバーは山下、中村誠一、森山威男。早稲田大学4号館での演奏を収録したライブ・アルバム。
- ミナのセカンド・テーマ/山下洋輔トリオ（1969年）
初のスタジオ録音アルバム。2008年再発盤のライナーノーツ（平岡正明）によれば、日本で初のフリー・ジャズ・スタジオ録音。
- イントロデューシング･タケオ･モリヤマ/山下洋輔トリオ･ウィズ･ブラス12（1971年）
代表曲『グガン』および『ハチ』を含む。森山 (ds)、中村 (ts) らによる初期の傑作。正式なタイトルではなく、通称の「グガン」で紹介されることが多い。
- LIVE1973
山下、坂田、森山による新宿アートシアターでの1973年7月12日の演奏。坂田明参加のまとまった音源としては最も古い。2003年、発売。
- ピアノ･デュオ（偶語）/山下洋輔、佐藤允彦（1973年）
トリオ以外での初のフルアルバム音源。
- ヨースケ･アローン/山下洋輔（1974年）
初のソロライブフルアルバム音源。
- クレイ/山下洋輔トリオ（1974年）
初のヨーロッパツアーライブ音源。
- フローズン･デイズ/山下洋輔トリオ（1974年）
坂田明参加後の初のスタジオ録音。代表曲『キアズマ』を含む。
- ブレステイク/山下洋輔（1974年）
初のスタジオ録音ソロアルバム。
- ジャムライス･リラクシン/ジャムライス･セクステット（1976年）
小山彰太初参加作品。スタジオ録音。
- 砂山/山下洋輔トリオ（1976年）
全曲、中山晋平の作品を収録。代表曲『砂山』を含む。
- 寿限無〜山下洋輔の世界Vol.1/2（1981年）
この時期の山下の集大成とされる内容。vol.1では以前よりレコーディングに参加していた武田和命が正式にトリオのメンバーとして初参加。Vol.2では村上秀一や渡辺香津美等と初セッションが行われた。
- ライヴ・アンド・ゼン・・・ピカソ（1983年）
村上“ポンタ"秀一 (ds)、川端民生 (b) を擁するトリオを軸に、パーカッションを加えた六本木ピットインでのライヴ・セッションと、分厚いホーンセクションを絡めたスタジオ録音の演奏をカップリング収録した作品。
- ジャズ大名 サウンド図鑑（徳間ジャパンコミュニケーションズ）（1986年）
筒井原作の同名映画のサウンドトラックの復刻版。

- ソバヤ（単独曲）タモリ・山下・坂田・他、作詞作曲。
  - タモリのファーストアルバム『TAMORI』に収録されている。正式な曲名は「"武蔵と小次郎" part4〜アフリカ民族音楽"ソバヤ"」。アフリカ音楽風のリズムに合わせ、何を言っているのか分からないハナモゲラ調のタモリのボーカルのバックに「ソバヤ、ソバーヤ」とコーラスが入る「アフリカ民謡」（自称）。山下が初代会長を務めた「全日本冷し中華愛好会（全冷中）」による「第1回冷し中華祭り」（1977年4月1日）や、「筒井康隆断筆祭」（1994年4月1日）でも演奏されている。
  - 2003年に小西康陽 starring 石坂浩二と緒川たまきによって「ちりぬるを〜たまき・浩二のおそばやさん〜」としてリメイクされ、アルバム『SOB-A-MBIENT』に収録された。

### クラシックの形式による作曲
- ピアノ協奏曲第1番 即興演奏家の為の《エンカウンター》（管弦楽編曲：栗山和樹）
1999年作曲、2000年初演。2004年11月にトリノでRAI国立交響楽団と共演した時の演奏（指揮は佐渡裕）がCD化されている。
- ピアノ協奏曲第2番《ラプソディ・イン・F》（管弦楽編曲：栗山和樹）
2004年初演。
- ピアノ協奏曲第3番《エクスプローラー》（管弦楽編曲：挾間美帆）
2008年1月、佐渡裕指揮の東京フィルハーモニー交響楽団と初演、CD化されている。
- ピアノ五重奏曲
- 無伴奏オーボエのための「レディ・ラビットへの手紙」
現NHK交響楽団オーボエ奏者の茂木大輔に献呈。後に第73回日本音楽コンクールで荒絵理子が演奏して第1位。

### 映画音楽
【 】は出演作の役
- 1967年10月3日 『荒野のダッチワイフ』 国映【男1】
- 1967年 『性犯罪』 若松プロ ... 演奏
- 1972年3月11日 『天使の恍惚』 若松プロ＝日本ATG
- 1982年10月9日 『キッドナップ・ブルース』 バーズスタジオ＝ATG【ピアニスト】
- 1982年10月23日 『ウィークエンド・シャッフル』 らんだむはうす＝幻児プロ＝JO...
- 1983年9月15日 『ザ・力道山』 松竹
- 1984年1月28日 『蜜月』 シネマハウト=ATG ... 音楽、演奏
- 1986年3月21日 『スタア』 筒井康隆大一座＝プルミエ・インターナショナル【都留（作曲家）】
- 1986年4月19日 『ジャズ大名』 大映【特別出演】
- 1995年6月17日 『ファザーファッカー』 フィルムメイカーズ＝ホリプロ＝ポニーキャニオン
- 1998年10月17日 『カンゾー先生』 今村プロ＝東映＝東北新社＝角川映画
- 2002年2月16日 『助太刀屋助六』 日活＝フジテレビ

## 主著書
| 題名                | 出版社（単行本）  | 出版社（文庫）  | 内容 |
| ------------------- | ----------------- | --------------- | --- |
| 風雲ジャズ帖        | 音楽之友社 (1975) | 徳間文庫 (2000) | エッセイ、山下洋輔トリオ、菊地雅章との対談他、病気療養中に執筆した『ブルーノート研究』が再録されている。処女エッセイ集。 |
| ピアニストを笑え!   | 晶文社 (1976)     | 新潮文庫 (1980) | 『ライトミュージック』『宝島』の連載を基に再構成した、ヨーロッパコンサートツアードタバタ旅行記。 |
| ピアノ弾き乱入元年  | 徳間書店 (1985)   | 徳間文庫 (1991) | 初のソロによるヨーロッパコンサートツアー旅行記、および発行時期のエッセイ/解説文集。 |
| アメリカ乱入事始め  | 文藝春秋 (1986)   | 文春文庫 (1992) | セントルイス、ニューオリンズ、カンザスシティなどジャズに関係深い地を劇作家の鴻上尚史、カメラマン、プロデューサー、コーディネーターらとともにめぐる演奏旅行記。                                                                                                 |
| ピアノ弾き乱入列車  | 徳間書店 (1988)   |                 | ターボ全開。疾走するピアノ弾きが、時代に風を起す。格闘技ジャズピアノで世界中を制覇しつつある山下が、1980～1988年に出会った各界の凄玉たち。超絶・過激・知的・刺激的なテーマは多岐に及び、抱腹絶倒・空前絶後のデスマッチ。時代に風穴をうがつ疾風怒涛の出前興行。 |
| ドバラダ門          | 新潮社 (1990)     | 新潮文庫 (1993) | 祖父である建築家の山下啓次郎が設計した鹿児島刑務所との出会いを発端に、鹿児島を拠とする山下家のルーツをさぐりつつ日本の夜明けと悲劇を描いた自伝的小説。表題のドバラダ門は、鹿児島刑務所の石門を指す。取材記を含む外伝に『ドバラダ乱入帖』がある。               |
| ピアニストを笑うな! | 晶文社 (1999)     |                 | 1990年代にANK機内誌、新聞、CDライナーノーツなどに寄稿したエッセイをまとめたもの。横浜ベイスターズの応援から、アントニオ・カルロス・ジョビンに関する考察まで、テーマは多岐に渡る。                                                                              |
| ドファララ門        | 晶文社 (2014)     |                 | 『ドバラダ門』に続く自伝的小説。 |

### その他
- 『ピアノ弾きよじれ旅』徳間書店 1977 のち文庫
- 『ピアノ弾き翔んだ』徳間書店 1978 のち文庫
- 『セッション・トーク』冬樹社 1979 のち新潮文庫
- 『ピアニストに御用心!』晶文社 1979 のち新潮文庫
- 『ピアニストを二度笑え!』新潮社 1982 のち文庫
- 『ピアニストに手を出すな!』新潮社 1984 のち文庫
- 『パンジャ五番勝負』光村図書出版 朝日カルチャー叢書 1988
- 『風雲摩天楼秘帖』文芸春秋 1992
- 『ドバラダへの道』徳間書店 1993
- 『ドバラダ乱入帖』集英社 1993 のち文庫
- 『風雲ジャズ帖の逆襲』東京書籍 1995
- 『山下洋輔エッセイ・コレクション』全3巻 晶文社 1998

1. ジャズ武芸帳
2. 洋輔旅日記
3. へらさけ犯科帳

- 『山下洋輔のジャズの掟』日本放送出版協会 1999
  - 『山下洋輔のジャズの掟 新装丁版』香取良彦共著 全音楽譜出版社 ジャズ教本 2015
- 『新ジャズ西遊記』相倉久人編 平凡社ライブラリー 2004
- 『「新編」風雲ジャズ帖』相倉久人編 平凡社ライブラリー 2004
- 『山下洋輔の文字化け日記』小学館文庫 2009
- 『ピアノ弾き即興人生』徳間書店 2010 のち文庫
- 『即興ラプソディ 私の履歴書』日本経済新聞出版社 2012
- 『猫返し神社』飛鳥新社 2013 のち徳間文庫

### 絵本
- 『もけらもけら』元永定正絵 福音館書店 日本傑作絵本シリーズ 1990
- 『ドオン!』長新太絵 福音館書店 日本傑作絵本シリーズ 1995
- 『つきよのおんがくかい』柚木沙弥郎絵 福音館書店 日本傑作絵本シリーズ 1999
- 『ぼくのいちにちどんなおと?』むろまいこ絵 福音館書店 日本傑作絵本シリーズ 2016

### 共著編
- 『インド即興旅行 ヤマシタ・コーノ・ライブ・イン・インディア』河野典生共著 徳間書店 1979 のち文庫
- 『音がなければ夜は明けない』編 光文社 1984 のち知恵の森文庫
- 『筒井康隆断筆祭全記録 祭のあとの宴の準備』責任編集 ビレッジセンター 1994
- 『音楽（秘）講座』茂木大輔,仙波清彦,徳丸吉彦共著 新潮社 2001 のち文庫
- 『脳と即興性 不確実性をいかに楽しむか』茂木健一郎共著 PHP新書 2011
- 『ジャズの証言』相倉久人共著 新潮新書 2017

## 他の活動
- 『パンジャスイングオーケストラ』を組織。オーソドックスをオーソドックスでなくプレイする。
- 奈良少年刑務所を宝に思う会 会長 - 建物は山下の祖父で司法省の役人だった山下啓次郎が設計。この活動などが契機となり2017年、「旧奈良監獄」として国の重要文化財に指定された。
- ハナモゲラの普及
- 全日本冷し中華愛好会 初代会長
- 横浜ベイスターズの応援歌『bayStars Jump』作曲。
- 2000年3月20日、亀有リリオホールにて「JAZZと囲碁の日々」で山下の公開囲碁対局、囲碁棋士によるJAZZ演奏が行われた。

### テレビ出演
- 題名のない音楽会（テレビ朝日）

### ラジオ出演
- タモリのオールナイトニッポン（ニッポン放送）
- サウンド・フォーカス・イン（エフエム東京）

### CM
- ダイハツ ムーヴ（1995年）

### 絵本
- 音をイメージした絵本作家とのコラボ絵本も多数手がける。

## 家族
父方曽祖父・山下房親は薩摩藩士。戊辰戦争ののち西郷隆盛の計らいにより上京し、近代警察組織の設立に携わった。
父方祖父は建築家の山下啓次郎。祖母の直子は末弘直方の娘。その妹は日本のミスコンテスト優勝者第1号といわれる末弘ヒロ子で、侯爵野津鎮之助の妻となり、その娘婿に大原総一郎、浜口久常（銚子醤油社長）、孫娘の夫に正田美智子の弟・正田修がいる。
父・山下啓輔は東京帝国大学を卒業後に、三井鉱山を経て三井セメント会長となった実業家である。
母方の祖父に司法大臣などを歴任した小山松吉。小山の兄に高瀬羽皐、その孫に高野孟、津村喬がいる。
実兄の山下啓義は親戚が経営するヒゲタ醤油株式会社の元代表取締役専務、妹の山下眞理子はジャズ・ヴォーカリストである。
息子は「父親にはまともな家に住んでもらいたい」と住宅展示場の営業マンとなる。
いとこの子供でピアニストの小山京子は山本純ノ介の妻。

## 交友関係
- 上山高史（歌手）
- 富樫雅彦（ドラム）
- 松井守男（画家）
- 日髙敏隆（動物行動学者）
- 山口昌男（文化人類学者）
- 筒井康隆（小説家）
- タモリこと森田一義（お笑いタレント）
- 8ママ（大阪北区のジャズ喫茶「いんたーぷれい8」の名物ママ）
- 林英哲（和太鼓）
- 茂木大輔（オーボエ奏者、指揮者）
- 高岡早紀（女優）・由美子（モデル）